# Millettia vankerckhovenii
Millettia vankerckhovenii är en ärtväxtart som beskrevs av De Wild. Millettia vankerckhovenii ingår i släktet Millettia och familjen ärtväxter. Inga underarter finns listade i Catalogue of Life.